# Бабцевидні
Бабцевидні (Cottoidei) — підряд скорпеноподібних риб. Поширені у холодних морських водах по всьому Світі, також рід Cottus зустрічається у прісних водах Північної півкулі. Складають вагому частину іхтіофауни озера Байкал. У озері Байках представлені трьома родинами: байкальські бабці (Cottocomephoridae), голом'янкові (Comephoridae) і глибинні широколобки (Abyssocottidae). Філогенетично всі вони споріднені із родом Cottus. Також підтверджено їх близькість до бельдюговидних (Zoarcoidei), тоду іноді їз разом із останніми об'єднують у ряд Cottiformes.

## Систематика
Містить 14 родин:
- Надродина Anoplopomatoidea
  - Родина Anoplopomatidae
- Надродина Zaniolepidoidea
  - Родина Zaniolepididae
- Надродина Hexagrammoidea
  - Родина Hexagrammidae
- Надродина Cottoidea
  - Родина Rhamphocottidae
  - Родина Ereuniidae
  - Родина Cottidae
  - Родина Hemitripteridae
  - Родина Agonidae
  - Родина Psychrolutidae
  - Родина Abyssocottidae
  - Родина Comephoridae
  - Родина Bathylutichthyidae
  - Родина Cyclopteridae
  - Родина Liparidae

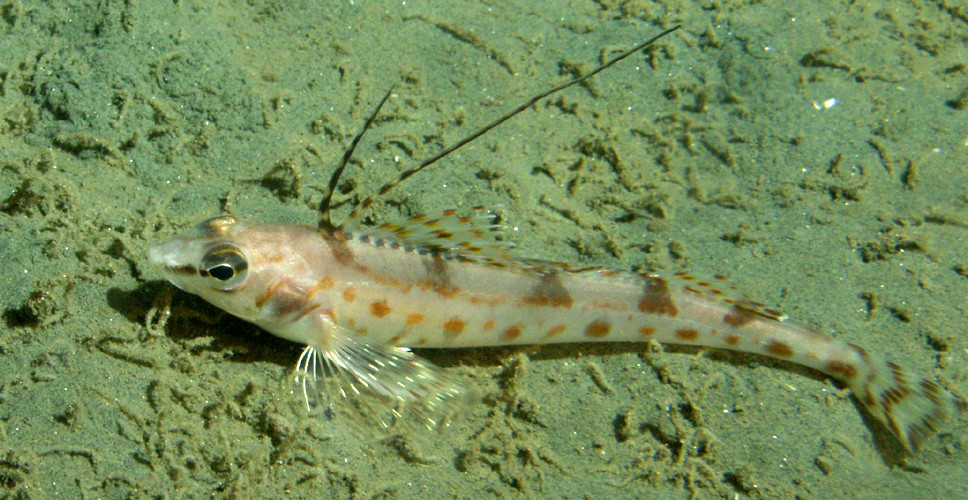
Zaniolepis latipinnis

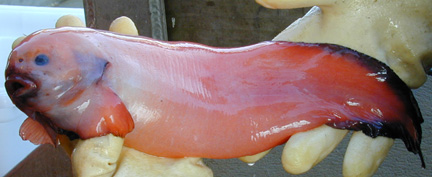
Elassodiscus tremebundus

До складу цього підряду також іноді включають родину Trichodontidae, але зазвичай їх відносять до дракончиковидних..